# Grand Prix Monako 1960
Grand Prix Monako 1960 (oryg. Grand Prix Automobile de Monaco) – 2. runda Mistrzostw Świata Formuły 1 w sezonie 1960, która odbyła się 29 maja 1960 po raz 7. na torze Circuit de Monaco.
18. Grand Prix Monako, 7. zaliczane do Mistrzostw Świata Formuły 1.

## Wyniki

### Kwalifikacje
Źródło: statsf1.com
| P                       | Nr | Kierowca            | Konstruktor(-silnik) | Opony | Czas   | Odstęp | Strata |
| ----------------------- | -- | ------------------- | -------------------- | ----- | ------ | ------ | ------ |
| 1                       | 28 | Stirling Moss       | Lotus-Climax         | D     | 1:36,3 | -      | -      |
| 2                       | 8  | Jack Brabham        | Cooper-Climax        | D     | 1:37,3 | +1,0   | +1,0   |
| 3                       | 18 | Tony Brooks         | Cooper-Climax        | D     | 1:37,7 | +0,4   | +1,4   |
| 4                       | 16 | Chris Bristow       | Cooper-Climax        | D     | 1:37,7 | +0,0   | +1,4   |
| 5                       | 2  | Jo Bonnier          | BRM                  | D     | 1:37,7 | +0,0   | +1,4   |
| 6                       | 6  | Graham Hill         | BRM                  | D     | 1:38,0 | +0,3   | +1,7   |
| 7                       | 22 | Innes Ireland       | Lotus-Climax         | D     | 1:38,2 | +0,2   | +1,9   |
| 8                       | 38 | Wolfgang von Trips  | Ferrari              | D     | 1:38,3 | +0,1   | +2,0   |
| 9                       | 34 | Richie Ginther      | Ferrari              | D     | 1:38,4 | +0,1   | +2,1   |
| 10                      | 36 | Phil Hill           | Ferrari              | D     | 1:38,5 | +0,1   | +2,2   |
| 11                      | 10 | Bruce McLaren       | Cooper-Climax        | D     | 1:38,6 | +0,1   | +2,3   |
| 12                      | 14 | Roy Salvadori       | Cooper-Climax        | D     | 1:38,7 | +0,1   | +2,4   |
| 13                      | 24 | Alan Stacey         | Lotus-Climax         | D     | 1:38,8 | +0,1   | +2,5   |
| 14                      | 4  | Dan Gurney          | BRM                  | D     | 1:38,9 | +0,1   | +2,6   |
| 15                      | 26 | John Surtees        | Lotus-Climax         | D     | 1:39,0 | +0,1   | +2,7   |
| 16                      | 44 | Maurice Trintignant | Cooper-Maserati      | D     | 1:39,1 | +0,1   | +2,8   |
| Nie zakwalifikowali się |    |                     |                      |       |        |        |        |
| 17                      | 12 | Bruce Halford       | Cooper-Climax        | D     | 1:39,6 | +0,5   | +3,3   |
| 18                      | 32 | Cliff Allison       | Ferrari              | D     | 1:39,7 | +0,1   | +3,4   |
| 19                      | 20 | Brian Naylor        | JBW                  | D     | 1:40,3 | +0,6   | +4,0   |
| 20                      | 40 | Masten Gregory      | Cooper-Maserati      | D     | 1:41,6 | +1,3   | +5,3   |
| 21                      | 46 | Chuck Daigh         | Scarab               | D     | 1:47,0 | +5,4   | +10,7  |
| 22                      | 30 | Giorgio Scarlatti   | Cooper-Castellotti   | D     | 1:47,4 | +0,4   | +11,1  |
| 23                      | 48 | Lance Reventlow     | Scarab               | D     | 1:48,5 | +1,1   | +12,2  |
| 24                      | 42 | Ian Burgess         | Cooper-Maserati      | D     | 1:49,1 | +0,6   | +12,8  |
| P                       | Nr | Kierowca            | Konstruktor(-silnik) | Opony | Czas   | Odstęp | Strata |

### Wyścig
Źródła: statsf1.com
| P                                                     | + / –     | Nr | Kierowca            | Konstruktor        | Opony | Okr. | Czas / Strata | Komentarz              |
| ----------------------------------------------------- | --------- | -- | ------------------- | ------------------ | ----- | ---- | ------------- | ---------------------- |
| 1                                                     | Bez zmian | 28 | Stirling Moss       | Lotus-Climax       | D     | 100  | 2:53:45,5     |                        |
| 2                                                     | 9         | 10 | Bruce McLaren       | Cooper-Climax      | D     | 100  | +52,1         |                        |
| 3                                                     | 7         | 36 | Phil Hill           | Ferrari            | D     | 100  | +1:01,9       |                        |
| 4                                                     | 1         | 18 | Tony Brooks         | Cooper-Climax      | D     | 99   | +1 okr.       |                        |
| 5                                                     | Bez zmian | 2  | Jo Bonnier          | BRM                | D     | 83   | +17 okr.      |                        |
| 6                                                     | 3         | 34 | Richie Ginther      | Ferrari            | D     | 70   | +30 okr.      |                        |
| 7                                                     | 1         | 6  | Graham Hill         | BRM                | D     | 66   | +34 okr.      |                        |
| 8                                                     | Bez zmian | 38 | Wolfgang von Trips  | Ferrari            | D     | 61   | +39 okr.      |                        |
| 9                                                     | 2         | 22 | Innes Ireland       | Lotus-Climax       | D     | 56   | +44 okr.      |                        |
| Zdyskwalifikowani                                     |           |    |                     |                    |       |      |               |                        |
|                                                       |           | 8  | Jack Brabham        | Cooper-Climax      | D     | 40   | +60 okr.      | start na popych        |
| Niesklasyfikowani                                     |           |    |                     |                    |       |      |               |                        |
|                                                       |           | 4  | Dan Gurney          | BRM                | D     | 44   | +56 okr.      | zawieszenie            |
|                                                       |           | 14 | Roy Salvadori       | Cooper-Climax      | D     | 29   | +71 okr.      | przegrzanie            |
|                                                       |           | 24 | Alan Stacey         | Lotus-Climax       | D     | 23   | +77 okr.      | silnik                 |
|                                                       |           | 26 | John Surtees        | Lotus-Climax       | D     | 17   | +83 okr.      | przekładnia            |
|                                                       |           | 16 | Chris Bristow       | Cooper-Climax      | D     | 17   | +83 okr.      | skrzynia biegów        |
|                                                       |           | 44 | Maurice Trintignant | Cooper-Maserati    | D     | 4    | +96 okr.      | skrzynia biegów        |
| Niezakwalifikowani                                    |           |    |                     |                    |       |      |               |                        |
|                                                       |           | 12 | Bruce Halford       | Cooper-Climax      | D     | 0    |               | nie zakwalifikował się |
|                                                       |           | 32 | Cliff Allison       | Ferrari            | D     | 0    |               | nie zakwalifikował się |
|                                                       |           | 20 | Brian Naylor        | JBW                | D     | 0    |               | nie zakwalifikował się |
|                                                       |           | 40 | Masten Gregory      | Cooper-Maserati    | D     | 0    |               | nie zakwalifikował się |
|                                                       |           | 46 | Chuck Daigh         | Scarab             | D     | 0    |               | nie zakwalifikował się |
|                                                       |           | 30 | Giorgio Scarlatti   | Cooper-Castellotti | D     | 0    |               | nie zakwalifikował się |
|                                                       |           | 48 | Lance Reventlow     | Scarab             | D     | 0    |               | nie zakwalifikował się |
|                                                       |           | 42 | Ian Burgess         | Cooper-Maserati    | D     | 0    |               | nie zakwalifikował się |
| Nie wystartowali / niedopuszczeni do ponownego startu |           |    |                     |                    |       |      |               |                        |
|                                                       |           | 30 | Gino Munaron        | Cooper-Castellotti | D     | 0    |               | nie przybył            |
| P                                                     | + / –     | Nr | Kierowca            | Konstruktor        | Opony | Okr. | Czas / Strata | Komentarz              |

### Najszybsze okrążenie
Źródło: statsf1.com
| Nr | Kierowca      | Konstruktor   | Czas   | Okr. |
| -- | ------------- | ------------- | ------ | ---- |
| 10 | Bruce McLaren | Cooper-Climax | 1:36,2 | 11   |

### Prowadzenie w wyścigu
Źródło: statsf1.com
| Nr                              | Kierowca      | Konstruktor   | Okrążenia            | Suma |
| ------------------------------- | ------------- | ------------- | -------------------- | ---- |
| 28                              | Stirling Moss | Lotus-Climax  | 17-33, 41-60, 68-100 | 70   |
| 2                               | Jo Bonnier    | BRM           | 1-16, 61-67          | 23   |
| 8                               | Jack Brabham  | Cooper-Climax | 34-40                | 7    |
| \| Wykres \| \| ------ \| \| \| |               |               |                      |      |
| Wykres                          |               |               |                      |      |
|                                 |               |               |                      |      |

## Klasyfikacja po wyścigu
Pierwsza szóstka otrzymywała punkty według klucza 8-6-4-3-2-1. Liczone było tylko 6 najlepszych wyścigów danego kierowcy. W przypadku współdzielonej jazdy, punktów nie przyznawano. W nawiasach podano wszystkie zebrane punkty, nie uwzględniając zasady najlepszych wyścigów.
Uwzględniono tylko kierowców, którzy zdobyli jakiekolwiek punkty
| P  | +/− | Kierowca           | Starty | Punkty | P1 | P2 | P3 | PP | NO | NS |
| -- | --- | ------------------ | ------ | ------ | -- | -- | -- | -- | -- | -- |
| 1  | 0   | Bruce McLaren      | 2      | 14     | 1  | 1  | –  | –  | 1  | –  |
| 2  | N   | Stirling Moss      | 2      | 8      | 1  | –  | 1  | 2  | 1  | –  |
| 3  | −1  | Cliff Allison      | 1      | 6      | –  | 1  | –  | –  | –  | –  |
| 4  | N   | Phil Hill          | 2      | 4      | –  | –  | 1  | –  | –  | –  |
| 5  | N   | Tony Brooks        | 1      | 3      | –  | –  | –  | –  | –  | –  |
| 5  | −2  | Carlos Menditeguy  | 1      | 3      | –  | –  | –  | –  | –  | –  |
| 7  | N   | Jo Bonnier         | 2      | 2      | –  | –  | –  | –  | –  | –  |
| 8  | −4  | Wolfgang von Trips | 2      | 2      | –  | –  | –  | –  | –  | –  |
| 9  | −4  | Innes Ireland      | 2      | 1      | –  | –  | –  | –  | –  | –  |
| 10 | N   | Richie Ginther     | 1      | 1      | –  | –  | –  | –  | –  | –  |
| P  | +/− | Kierowca           | Starty | Punkty | P1 | P2 | P3 | PP | NO | NS |

### Konstruktorzy
Tylko jeden, najwyżej uplasowany kierowca danego konstruktora, zdobywał dla niego punkty. Również do klasyfikacji zaliczano 6 najlepszych wyników.
| P                 | +/− | Konstruktor        | Starty | Punkty | P1 | P2 | P3 | PP | NO | NS |
| ----------------- | --- | ------------------ | ------ | ------ | -- | -- | -- | -- | -- | -- |
| 1                 | 0   | Cooper-Climax      | 10     | 14     | 1  | 1  | 2  | 1  | 2  | 6  |
| 2                 | 0   | Ferrari            | 7      | 10     | –  | 1  | 1  | –  | –  | –  |
| 3                 | +1  | Lotus-Climax       | 7      | 9      | 1  | –  | –  | 1  | –  | 3  |
| 4                 | −1  | Cooper-Maserati    | 3      | 3      | –  | –  | –  | –  | –  | 1  |
| 5                 | N   | BRM                | 5      | 2      | –  | –  | –  | –  | –  | 2  |
| Niesklasyfikowani |     |                    |        |        |    |    |    |    |    |    |
|                   |     | Behra-Porsche      | 1      | 0      | –  | –  | –  | –  | –  | –  |
|                   |     | Maserati           | 5      | 0      | –  | –  | –  | –  | –  | 3  |
|                   |     | JBW-Maserati       | 0      | 0      | –  | –  | –  | –  | –  | –  |
|                   |     | Scarab             | 0      | 0      | –  | –  | –  | –  | –  | –  |
|                   |     | Cooper-Castellotti | 0      | 0      | –  | –  | –  | –  | –  | –  |
| P                 | +/− | Kierowca           | Starty | Punkty | P1 | P2 | P3 | PP | NO | NS |